# 新博羅維奇
51°55′55″N 31°51′30″E / 51.93194°N 31.85833°E
新博羅維奇（烏克蘭語：Нові Боровичі），是烏克蘭北部的村莊，隸屬切爾尼希夫州的科留基夫卡區。該村面積3.17平方公里，海拔高度124米，2023年人口722，人口密度每平方公里315.8人。